# UTip
uTip est une plateforme française de financement participatif en ligne au principe comparable à celui de Tipeee ou Patreon. Lancée en septembre 2017, elle ferme ses portes en avril 2023.
Ciblant principalement les créateurs de contenu sur le web (typiquement, des vidéastes), elle se fait initialement connaître en permettant à ses visiteurs de visionner des publicités pour rapporter quelques centimes d'euro à l'auteur choisi, avant d'abandonner cette méthode de financement et de diversifier ses activités. Début 2020, la plateforme comptait 500 000 utilisateurs, parmi lesquels 20 000 créateurs inscrits.
Placée en liquidation judiciaire le 23 mars 2023 après que son contrat avec Mangopay — son prestataire de paiement — a été rompu par ce dernier, le site cesse ses activités le 4 avril suivant.

## Fonctionnalités
uTip met à disposition des créateurs de contenu (comme des auteurs, des vidéastes, des graphistes...) qui s'inscrivent sur le site une page personnelle leur permettant de recevoir des dons ou de vendre des produits,,,. Une subdivision de la plateforme, Kalart, permet pour sa part la vente aux enchères de jetons non fongibles,. Enfin, l'entreprise propose aux personnes inscrites sur uTip un système de flux d'actualité reprenant les publications sur les médias sociaux de chaque créateur suivi,.
Initialement, le site se fait connaître en permettant également à ses visiteurs de visionner volontairement des publicités pour rapporter quelques centimes d'euro au créateur de contenu choisi,. La plateforme a également proposé le minage de cryptomonnaie via Coinhive comme moyen de rémunération par le passé,,.
uTip prélève une petite commission sur les dons effectués sur la plateforme, mais le pourcentage récupéré par le site sur les revenus globaux de chaque créateur est laissé à leur libre choix individuel.

## Historique

### Lancement et croissance
uTip est fondée le 23 février 2017 par Adrien Mennillo, et la plateforme est lancée le 1er septembre de la même année.
En mars 2018, la start-up lève 500 000 euros.
En septembre 2019, l'entreprise lève 1 million d'euros alors que 350 000 comptes sont inscrits sur le site, parmi lesquels 6 500 créateurs,. En janvier 2020, ce chiffre était de 20 000 créateurs pour 500 000 utilisateurs inscrits.
En juillet 2020, le site arrête de proposer le visionnage de publicités comme un moyen de rémunération en raison d'une baisse des prix de la publicité sur la plateforme.
En septembre 2021, alors qu'une polémique agite Tipeee au sujet de l'hébergement, par le site, de contenus complotistes et haineux, plusieurs créateurs de contenu quittent cette dernière plateforme — parfois pour s'inscrire sur uTip, présentée comme l'une de ses principales alternatives, avec une charte éthique plus stricte,,. Un article de Numerama publié peu de temps après la controverse conclut que, si la plateforme est réactive aux signalements qui lui sont faits et exclut les pages enfreignant clairement sa charte, des contenus conspirationnistes sont néanmoins présents sur uTip,.
Le site lance Kalart en octobre 2021, une subdivision de la plateforme permettant l'achat et la vente aux enchères de jetons non fongibles, sans nécessiter, pour les utilisateurs du site, la détention d'un portefeuille de crypto-monnaie,,.

### Fermeture
Début 2023, le prestataire de paiement de la plateforme, Mangopay, bloque le compte du site au motif qu'il a enfreint ses conditions d'utilisation — d'après uTip, Mangopay précise qu'un contenu pornographique non modéré à temps est à l'origine du blocage,,. Cette rupture de contrat empêche le transfert des paiements récurrents vers un autre prestataire et retient les dons récoltés sur uTip,,.
Par conséquent, malgré une « très bonne croissance » de la plateforme d'après son directeur — qui revendique alors 50 000 créateurs inscrits pour plus de deux millions d'euros ayant transité sur le site au cours de l'année 2022 —, l'entreprise n'est plus en mesure de rembourser ses dettes, qu'elle a principalement contractées début 2020 alors que la pandémie de Covid-19 bat son plein. Elle est ainsi placée en liquidation judiciaire le 23 mars 2023, et la plateforme cesse toutes ses activités le 4 avril suivant,,.
N'ayant été prévenus de l'arrêt du site que la veille de sa fermeture, de nombreux créateurs indiquent dans les jours qui suivent devoir tenter de transférer en urgence leurs donateurs vers une autre plateforme — ce qui occasionne des pertes et leur laisse craindre des conditions financières plus précaires, voire une disparition complète de leur activité pour les plus touchés,,.